# Doodle Jump
Doodle Jump е електронна игра, разработена и издадена от Lima Sky за платформите iOS, BlackBerry, Android, Nokia Symbian и скоро за Xbox 360 с Kinect. Световната премиера за iOS е на 6 април 2009 г., малко по-късно за Android и Blackberry – на 2 март 2010, за Symbian – 1 май 2010 и за Windows Phone – на 1 юни 2011. Играта, като цяло, е приета добре. Създаването ѝ е вдъхновено от PapiJump на SunFlat. До 25 юни 2010 са продадени 5 милиона копия.
Играта се състои от това да се насочва четириного създание, познато като Doodler, нагоре към безкрайна поредица от платформи, без да падне в опита си да постигне възможно най-голям брой точки. Героят се насочва чрез накланяне на игровото устройство в желаната посока. Колкото е по-голям ъгълът, с толкова по-висока скорост се движи съществото. Във версията за BlackBerry посоката на Doodler-а се контролира чрез натискането на желаната страна. Има 9 различни платформи освен оригиналната.

## Сюжет
Целта в Doodle Jump е героят да не падне, водейки четирикракото същество, наречено The Doodler през поредицата от платформи. За устройствата, които не разполагат с акселерометър, играчът докосва дисплея от различните му страни, за да мести Doodler-а в избрана посока. Играчът може да ускорява за кратко скоростта, преминавайки през отделни обекти, като например летящи шапки, джетпак, ракети, пружини или трамплини. Участват също чудовища и НЛО-та, които трябва да се застрелят или да се скочи върху тях, за да бъдат елиминирани. Действието се състои в това да се натиска екрана в различните му части. Играта няма ясен завършек и затова както и да играе човек, краят винаги е еднакъв – сесията завършва, когато играчът падне (стигне долната част на екрана), скочи в чудовище, заседне в черна дупка или бъде привлечен от НЛО. Играчът може да си избере тема (нормална, гробищна, коледна, горска, космическа, великденска, подводна или хелоуинска), за да промени вида на героя, враговете му и фона си. След като падне поне 500 пъти (600 във версията за BlackBerry), играчът ще може да смени костюма на своя Doodler.